# اتحادیه نوین اکولوژیک و اجتماعی خلق
اتحادیه نوین اکولوژیک و اجتماعی خلق (به فرانسوی: NUPES ; Nouvelle Union Populaire écologique et sociale
) یک ائتلاف سیاسی جناح چپ در فرانسه به رهبری ژان لوک ملانشن است. این ائتلاف در روز اول ماه مه ۲۰۲۲ تشکیل شد و شامل فرانسه تسلیم‌ناپذیر، حزب سوسیالیست، حزب کمونیست فرانسه، اروپ اکولوژی - سبزها، آنسامبل!، ژنراسیون. اس و شرکای مربوطه آنهاست. همچنین مذاکراتی بین ملانشون و حزب ضدسرمایه‌داری جدید در حال انجام است. یک روز پس از رسمی شدن این پیمان چپ جمهوری‌خواه و سوسیالیست، که قبلاً ائتلاف خود، فدراسیون چپ جمهوری‌خواه، را اعلام کرده بودند اعلام کردند که آن ائتلاف و احزاب عضوش مایل به مذاکره برای ورود به NUPES هستند.
طبق بیانیه مطبوعاتی فرانسه تسلیم ناپذیر، هدف صریح این ائتلاف بازداشتن ائتلاف امانوئل ماکرون از دستیابی به اکثریت در پارلمان و همچنین شکست راست افراطی در انتخابات پارلمانی فرانسه در سال ۲۰۲۲ است. اگر این ائتلاف اکثریت کرسی‌ها را به دست آورد، ملانشن، رهبر فرانسه تسلیم ناپذیر، نخست‌وزیر خواهد شد.

## اعضا
توافق اولیه که در ۱ می ۲۰۲۲ منعقد شد، فرانسه تسلیم‌ناپذیر و متحدانش را با گروهی از احزاب اکولوژیست، از جمله اروپ اکولوژی - سبزها، نسل اکولوژی، ژنراسیون. اس و دمکرات‌های نو گرد هم آورد. در ۳ مه ۲۰۲۲، حزب کمونیست فرانسه با پیوستن به این اتحاد موافقت کرد، پس از آن حزب سوسیالیست در روز بعد به آن پیوست.
| حزب                         | حزب    | حزب                                  | مخفف | ایدئولوژی                           | موضع سیاسی             | رهبر(ها)                   |
| --------------------------- | ------ | ------------------------------------ | ---- | ----------------------------------- | ---------------------- | -------------------------- |
| فرانسه تسلیم‌ناپذیر و متحدان |        |                                      |      |                                     |                        |                            |
|                             | </img> | فرانسه تسلیم‌ناپذیر                   | LFI  | سوسیالیسم دموکراتیک پوپولیسم چپ     | جناح چپ تا چپ رادیکال  | آدرین کواتننز              |
|                             | </img> | حزب چپ                               | PG   | سوسیالیسم دموکراتیک پوپولیسم چپ     | جناح چپ                | ژان کریستف سلین هلن لو کشو |
|                             |        | آنسامبل!                             | E!   | سوسیالیسم اکو سوسیالیسم             | جناح چپ                | جمعی                       |
|                             | </img> | پیکاردی برخیز                        | PD   | پوپولیسم چپ ناسیونالیسم اقتصادی     | جناح چپ                | فرانسوا رافن               |
|                             |        | Révolution écologique pour le vivant | REV  | اکو سوسیالیسم عدم خشونت             | جناح چپ                | کارون آیمریک               |
| گروه‌بندی اکولوژیست‌ها        |        |                                      |      |                                     |                        |                            |
|                             | </img> | اروپ اکولوژی - سبزها                 | EELV | سیاست سبز جهانی شدن تغییری          | از چپ میانه به جناح چپ | جولین بایو                 |
|                             | </img> | Génération.s                         | Gs   | سوسیال دموکراسی سوسیالیسم دموکراتیک | جناح چپ                | بنوا هامون                 |
|                             | </img> | دموکرات‌های جدید                      | ND   | سوسیال لیبرالیسم سوسیال دموکراسی    | مرکز به مرکز چپ        | اورلین تاچه امیلی کاریو    |
|                             |        | نسل اکولوژی                          | GE   | سیاست سبز                           | چپ میانه               | دلفین باتو                 |
| حزب سوسیالیست               |        |                                      |      |                                     |                        |                            |
|                             | </img> | حزب سوسیالیست                        | PS   | سوسیال دموکراسی                     | چپ میانه               | اولیویه فور                |
| حزب کمونیست فرانسه          |        |                                      |      |                                     |                        |                            |
|                             | </img> | حزب کمونیست فرانسه                   | PCF  | کمونیسم                             | جناح چپ تا چپ رادیکال  | فابین روسل                 |

## مواضع سیاسی
این ائتلاف چپگرا معرفی شده‌است. شرکت کنندگان حول چند پیشنهاد مشترک گرد هم می‌آیند، از جمله: افزایش حداقل دستمزد خالص مالیات به ۱۴۰۰ یورو در ماه، بازگشت به سن بازنشستگی ۶۰ سال، تثبیت قیمت مایحتاج اولیه، توسعه زیست‌محیطی و ایجاد یک جمهوری ششم (فرانسه در جمهوری پنجم خود قرار دارد). هدف این ائتلاف کسب اکثریت در مجمع ملی به منظور تحمیل همزیستی بر رئیس‌جمهور امانوئل مکرون و انتصاب ژان لوک ملانشن به عنوان نخست‌وزیر است. برخی از سوسیالیست‌ها مشارکت در اتحادیه اروپا را «خط قرمز» می‌دانستند و به این ترتیب موضع مورد قبول در مورد این موضوع حاصل شد و ائتلاف «هدف مشترک» تغییر اتحادیه اروپا از یک پروژه «لیبرال و تولیدگرا» به پروژه‌ای "در خدمت … اکولوژی و همبستگی " را پذیرفت.